# Olympic Toán học châu Á - Thái Bình Dương dành cho trường tiểu học
Olympic Toán học châu Á - Thái Bình Dương (tiếng Anh: Asia-Pacific Mathematical Olympiad for Primary Schools, tên viết tắt: APMOPS) là kỳ thi toán học do Học viện Hwa Chong (Singapore) tổ chức hằng năm với sự tham gia của các tài năng toán học là các học sinh trung học cơ sở đến từ 13 quốc gia khu vực châu Á - Thái Bình Dương. Kỳ thi gồm hai vòng và thi hoàn toàn bằng tiếng Anh.

## Danh sách các nước tham dự
1. Australia
2. Brunei
3. Trung Quốc: Thượng Hải, Hải Nam
4. Hồng Kông
5. Ấn Độ
6. Indonesia: Jakarta, Solo, Surabaya, Medan
7. Việt Nam
8. Malaysia: Johor, Kuala Lumpur, Selangor (Petaling Jaya), Penang, Perak (Ipoh), Kedah
9. New Zealand
10. Singapore
11. Hàn Quốc
12. Đài Loan
13. Philippines

## Nội dung thi
Nội dung thi gồm 2 vòng, ngôn ngữ thể hiện bằng tiếng Anh. Vòng một gồm 30 câu hỏi trắc nghiệm Toán học với thời gian làm bài 2 giờ. Vòng hai gồm 6 câu hỏi giải quyết vấn đề, làm trong 2 giờ. Đề thi APMOPS của các năm rất đa dạng, nhiều chủ đề khác nhau và mới lạ với các bạn thí sinh trong các năm, không năm nào giống năm nào.
Về mặt cơ cấu giải thưởng vòng 1, kỳ thi Toán châu Á Thái Bình Dương bao gồm 5 loại giải thưởng như sau:
+) Giải Tham gia, cho các bạn thí sinh không đạt từ huy chương Đồng trở lên.
+) Huy chương Đồng, dành cho các bạn thí sinh không đạt từ huy chương Bạc trở lên.
+) Huy chương Bạc, dành cho các bạn thí sinh không đạt từ huy chương Vàng trở lên.
+) Huy chương Vàng, dành cho các bạn thí sinh không đạt huy chương Bạch Kim trở lên.
+) Huy chương Bạch Kim dành cho 10% thí sinh tham dự đạt kết quả vòng một cao nhất của khu vực châu Á - Thái Bình Dương sẽ được mời tham dự vòng hai tại Singapore.